# فرودگاه بین‌المللی لا رومانا
فرودگاه بین‌المللی لا رومانا (به انگلیسی: La Romana International Airport) (به زبان بومی: Aeropuerto Internacional La Romana) یک فرودگاه همگانی مسافربری با کد یاتا LRM است که یک باند فرود آسفالت و بتن دارد و طول باند آن ۲۹۴۹ متر است. این فرودگاه در کشور جمهوری دومینیکن قرار دارد و در ارتفاع ۸ متری از سطح دریا واقع شده‌است.

## شرکت‌های هواپیمایی و مقصدهای پروازی

### مسافری
| شرکت‌های هواپیمایی              | مقصدهای پروازی                                                                       |
| ------------------------------ | ------------------------------------------------------------------------------------ |
| آلیتالیا                       | چارتر فصلی: لئوناردو دا وینچی-فیومیچینو                                              |
| ایر کانادا روژ                 | فصلی: مونترآل-پییر الیوت ترودو                                                       |
| Air Transat                    | مونترآل-پییر الیوت ترودو فصلی: ژان لوساژ شهر کبک، پیرسون تورنتو                      |
| بلو پاناروما ایرلاینز          | میلانو مالپنسا، لئوناردو دا وینچی-فیومیچینو، ورونا                                   |
| کوندور فلوگدینست               | فصلی: فرانکفورت، مونیخ                                                               |
| جت‌بلو                          | جان اف کندی                                                                          |
| لوت پولیش ایرلاینز             | چارتر: شوپن ورشو                                                                     |
| مریدیانا                       | میلانو مالپنسا، لئوناردو دا وینچی-فیومیچینو                                          |
| میامی ایر اینترنشنال           | فصلی: میامی                                                                          |
| Neos                           | چارتر فصلی: میلانو مالپنسا                                                           |
| سیبورن ایرلاینز                | لوئیز مونز مارین                                                                     |
| Servicios Aéreos Profesionales | لا امریکاس، خوآن گئوآلبرتو گومس                                                      |
| Thomson Airways                | گاتویک فصلی: بیرمنگام (برقراری مجدد از ۲۲ نوامبر ۲۰۱۷)، گلاسگو (آغاز از ۷ مارس ۲۰۱۸) |
| هواپیمایی بین‌المللی اوکراین    | چارتر فصلی: بوریسپیل                                                                 |

### باری
| شرکت‌های هواپیمایی | مقصدهای پروازی |
| ----------------- | -------------- |
| IBC Airways       | میامی          |